# Chambre des comptes de la Cour suprême (Cameroun)
La Chambre des Comptes de la Cour suprême du Cameroun (en anglais⁣ : Audit Bench of the Supreme Court of Cameroon) est la juridiction en matière de contrôle et de jugement des comptes publics et ceux des entreprises publiques et parapubliques. 
Elle est créée à la faveur de la loi 96/06 du 18 janvier 1996, portant révision de la constitution du 02 juin 1972.
Elle est divisée en cinq sections spécialisées :
- Contrôle et jugement des comptes des comptables de l'État ;
- Contrôle et jugement des comptes des comptables des Collectivités Territoriales Décentralisées ;
- Contrôle et jugement des comptes des comptables des établissements publics de l'État ;
- Contrôle et jugement des comptes des comptables des entreprises du secteur public et parapublic ;
- Section des pourvois.

## Composition de la Chambre des Comptes de la Cour Suprême
La loi 2003-005 du 21 avril 2003, fixe les attributions, l’organisation et le fonctionnement de la Chambre des Comptes de la Cour Suprême.
La Chambre des Comptes de la Cour Suprême comprend :
- au siège :
  - le Président de la Chambre ;
  - les présidents de Section ;
  - les conseillers ;
  - les conseillers maîtres ;
  - les conseillers référendaires ;
  - les auditeurs et les auditeurs stagiaires ;
  - le greffier en chef de la Chambre des Comptes de la Cour suprême ;
  - les greffiers des Sections ;
  - les greffiers ;

- au parquet général, le Procureur Général près la Cour Suprême exerce les fonctions de ministère public.

## Fonctionnement
Tout compte de gestion soumis à la Chambre des Comptes de la Cour Suprême est traitée selon deux grandes procédures, à savoir :
- la procédure de l'examen de la gestion du compte ;
- la procédure de contrôle et de jugement du compte.

## Relations internationales
La Chambre des Comptes de la Cour suprême est membre de l’Association des Institutions Supérieures de Contrôle ayant en Commun l’Usage du Français (AISCCUF).